# آنخو
آنخو (به لاتین: Ankho) یک منطقهٔ مسکونی در روسیه است که در داغستان واقع شده‌است.